# Cieszanowo
Cieszanowo est une localité polonaise de la gmina mixte de Miastko située dans le powiat de Bytów en voïvodie de Poméranie. Elle se trouve à environ 37 km à l'ouest de Bytów et 115 km à l'ouest de la capitale régionale Gdańsk.

## Géographie

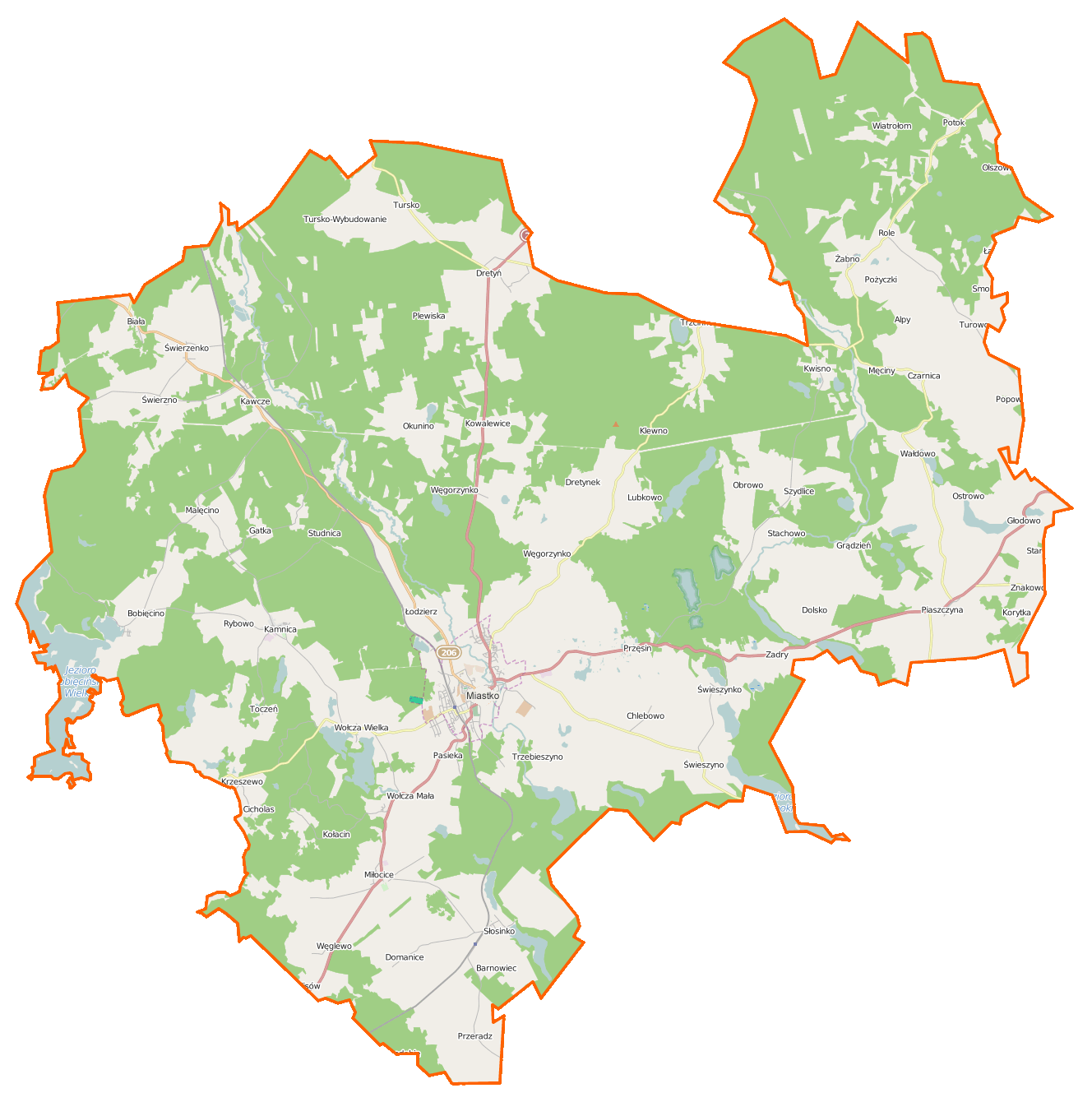
Carte de la gmina de Miastko.